# John Hutchins

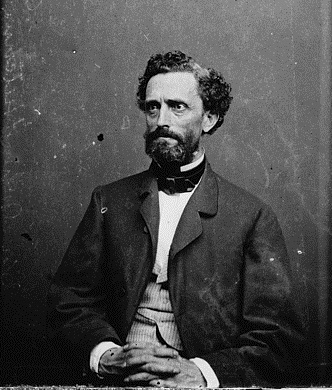
John Hutchins

John Hutchins (* 25. Juli 1812 in Vienna Center, Trumbull County, Ohio; † 20. November 1891 in Cleveland, Ohio) war ein US-amerikanischer Politiker der Republikanischen Partei. Vom 4. März 1859 bis 3. März 1863 war er Mitglied des Repräsentantenhauses der Vereinigten Staaten für den 20. Kongressdistrikt des Bundesstaates Ohio.

## Leben
Hutchins besuchte die Schulen des Trumbull County und das Western Reserve College in Cleveland. Er studierte Jura gemeinsam mit David Tod. 1837 wurde er als Rechtsanwalt in Warren zugelassen. Von 1838 bis 1843 war er bei verschiedenen Gerichten des Trumbull County beschäftigt, jedoch nicht als Richter. Im Repräsentantenhaus von Ohio saß er von 1849 bis 1850. Zwei Jahre diente er als Bürgermeister von Warren, sechs Jahre als Mitglied des Schulausschusses der Stadt.
Von 1859 bis 1863 war Hutchins Mitglied des Repräsentantenhauses der Vereinigten Staaten. Dort vertrat er den 20. Wahlbezirk von Ohio. Von 1861 bis 1863 war er Vorsitzender des Committees on Manufacturers. 1862 wurde der 20. Wahlbezirk zu seinen Ungunsten verändert. Bei den Primaries für den 38. Kongress der Vereinigten Staaten unterlag er dem späteren Präsidenten James A. Garfield. Fortan war er wieder als Rechtsanwalt in Warren tätig. 1868 zog er nach Cleveland um, wo er weiterhin seiner Profession nachging. Am 20. November 1891 starb er in Cleveland und wurde auf dem Lake View Cemetery beigesetzt.
Hutchins war verheiratet mit Rhoda M. Andrews, die knapp ein Jahr vor ihm in Cleveland starb. Gemeinsam hatten beide fünf Kinder. Sein Cousin, Wells A. Hutchins, war ebenfalls Mitglied des Repräsentantenhauses.